# 4910 Kawasato
4910 Kawasato eller 1953 PR är en asteroid i huvudbältet som korsar planeten Mars omloppsbana. Den upptäcktes 11 augusti 1953 av den tyske astronomen Karl Wilhelm Reinmuth i Heidelberg. Den har fått sitt namn efter den japanske astronomen Nobuhiro Kawasato.
Asteroiden har en diameter på ungefär 4 kilometer.